# Циммерман, Карл Иванович
Карл Иванович Циммерман (нем. Karl Wilhelm Zimmermann; 1785—1860) — российский юрист, тайный советник.

## Биография
Родился 1 (12) марта 1785 года в Эйзенахе, сын обер-штейер-комиссара. Учился в Высшем училище правоведения при Комиссии составления законов и был в числе единственного выпуска его в 1809 году. Был причислен к Комиссии составления законов и участвовал в составлении законоположений, касавшихся Финляндии и за свою деятельность получил в 1816 году орден Св. Владимира 4-й степени. В том же году был назначен редактором Комиссии.
Спустя десять лет, 4 апреля 1826 года К. И. Циммерман был назначен старшим чиновником II отделения Собственной Его Императорского Величества канцелярии, а в 1827 году переведён юрисконсультом в Государственный коммерческий банк.
В январе 1831 года был назначен вице-президентом Юстиц-коллегии Лифляндских, Эстляндских и Финляндских дел, а осенью того же года чиновником особых поручений при министерстве финансов; 25 мая 1834 года был произведён в действительные статские советники.
С 1839 года он был снова назначен старшим чиновником II Отделения Собственной Е. В. Канцелярии с оставлением в ведомстве министерства финансов и участвовал в составлении проекта нового уголовного уложения.
Уволен в отставку с чином тайного советника в 1852 году.
Умер в Санкт-Петербурге 17 (29) мая 1860 года. Был похоронен на Волковском лютеранском кладбище.
Жена (с 17.10.1812): Доротея-Елизавета Фрёбелиус (08.11.1795—19.10.1873), дочь Иоганна-Михаила Фрёбелиуса (01.07.1754—21.06.1809). Их дети:
- Карл (17.1.1819—22.3.1860), доктор медицины (1849), умер в Лейпциге[4]
- Фёдор (03.08.1825—20.02.1857), выпускник юридического факультета Дерптского университета[5].

Брат, Густав Иванович (01.05.1791—19.11.1855), доктор медицины; работал в Калинкинской больнице (1833—1845).